# Oster-Oratorium (Bach)
Das Oster-Oratorium (BWV 249, D-Dur) ist ein Oratorium von Johann Sebastian Bach, das er zum ersten Mal am Ostersonntag 1725 (1. April) aufführte. Es existieren drei verschiedene spätere Fassungen mit auffallenden Abweichungen in Besetzung und Text. Das Werk wird als Oratorium eingeordnet, weil ihm ein erzählender Bibeltext zu Grunde liegt; dieser wird aber, abweichend von Bachs anderen oratorischen Werken, nicht vom Evangelisten und den handelnden Personen wörtlich vorgetragen, sondern in frei nachgedichteter Form wiedergegeben.

## Inhalt
Protagonisten des Oratoriums sind Maria Magdalena (Alt), Maria Jacobi (Sopran), Petrus (Tenor) und Johannes (Bass). Nachdem Maria Magdalena dem auferstandenen Jesus zuvor begegnete und dieses den Jüngern berichtete (was im Oratorium zu Beginn des ersten Rezitativs nur ganz kurz angedeutet wird), eilen die Jünger zum Grab und finden dieses leer, da Jesus auferstanden ist.

## Aufbau
Das Werk besteht aus elf Sätzen:
1. Sinfonia (instrumental)
2. Adagio (instrumental mit Oboensolo)
3. Chor: Kommt, eilet und laufet (dies auch der Untertitel der als „Oster-Oratorium“ 1731 bearbeiteten Neufassung der ursprünglichen Kantate), mit Tenor-Bass-Duett im Mittelteil
4. Rezitativ
5. Arie (Sopran): Seele, deine Spezereien, mit Querflötensolo
6. Rezitativ
7. Arie (Tenor): Sanfte soll mein Todeskummer, mit zwei Blockflöten
8. Rezitativ
9. Arie (Alt): Saget, saget mir geschwinde, mit Oboe-d’amore-Solo
10. Rezitativ
11. Chor: Preis und Dank

## Geschichte
Das Oster-Oratorium greift zurück auf die liturgische Darstellung des Osterlaufes und des Osterlachens, so wie es seit dem Mittelalter in den Gottesdiensten üblich war, um das Ostergeschehen darzustellen (ähnlich wie das Kindelwiegen in den Weihnachtsgottesdiensten).
Textdichter des Oster-Oratoriums war vermutlich Picander. Bach griff im Parodieverfahren auf eine für den Weißenfelser Hof (Geburtstag des Herzogs Christian von Sachsen-Weißenfels) geschriebene Schäferkantate „Entfliehet, verschwindet, entweichet, ihr Sorgen“ (BWV 249a) zurück, von der wiederum mindestens zwei verschiedene Fassungen existieren; lediglich die Rezitative der weltlichen Fassungen wurden nicht in das Osteroratorium übernommen und durch neu komponierte Rezitative ersetzt. Die ersten drei Sätze des Oster-Oratoriums bzw. der Schäferkantate sind wohl Umarbeitungen eines verschollenen Instrumentalkonzertes.